# Denys Solonenko
Denys Wiktorowytsch Solonenko (ukrainisch Денис Вікторович Солоненко; * 25. Oktober 1992 in Winnyzja, Ukraine) ist ein ehemaliger ukrainischer Boxer im Halbschwergewicht und Teilnehmer der Olympischen Spiele 2016.

## Boxkarriere
Denys Solonenko wurde 2015 ukrainischer Meister im Halbschwergewicht und qualifizierte sich im Juli 2016 beim olympischen Qualifikationsturnier in Venezuela für die Olympischen Spiele 2016 in Rio de Janeiro. Dort schied er im Halbschwergewicht in der Vorrunde gegen Teymur Məmmədov aus.
Von 2012 bis 2016 bestritt er sieben Kämpfe für das Team Ukraine Otamans in der World Series of Boxing.